# Jerry Bock
Jerrold Lewis "Jerry" Bock, född 23 november 1928 i New Haven, Connecticut, död 3 november 2010 i Mount Kisco, New York, var en amerikansk musikalkompositör. Han är mest känd för musiken till Spelman på taket från 1964, för vilken han tillsammans med Sheldon Harnick vann en Tony Award för bästa kompositör och sångtextförfattare.